# Paul Bartsch (Zoologe)

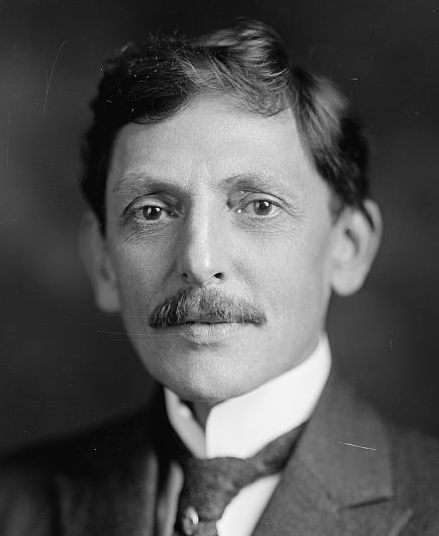
Paul Bartsch

Paul Bartsch (* 14. August 1871 in Tuntschendorf, Landkreis Neurode, Provinz Schlesien; † 24. April 1960 in McLean, Virginia) war ein US-amerikanischer Zoologe deutscher Herkunft, der besonders als Malakologe und Ornithologe bekannt wurde.

## Leben
Im Alter von zehn Jahren wanderte Paul Bartsch mit seiner Familie in die USA aus und ließ sich zunächst in Missouri und später in Iowa nieder. Bartsch begann schon früh, sich für Vogelkunde zu interessieren. Er studierte an der Iowa State University, wo er 1896 den Bachelor of Sciences, 1899 den Master of Science und 1905 den Doktortitel erwarb.
Von 1907 bis 1908 nahm Bartsch als Naturwissenschaftler der Smithsonian Institution an Bord der Albatross an der Expedition zu den Philippinen teil. Später leitete er die Forschungsarbeiten, die sich im Auftrag der Smithsonian Institution und Carnegie Institution of Washington mit dem Ausbrüten von Schneckeneiern in den Florida Keys beschäftigten.
1912 begann Bartsch eine Reihe von Untersuchungen, die bis 1933 andauerten und die zur Erforschung des Golfs von Kalifornien, der Bahamas, dem westlichen Mexiko, Florida, Kuba, Haiti, Santo Domingo, Puerto Rico, sämtlicher Westindischen Inseln zwischen Puerto Rico und Trinidad sowie des Sankt-Lorenz-Golfs beitrugen.
In Washington, D.C. unterrichtete Bartsch von 1899 bis 1936 Naturgeschichte an der Howard University und von 1900 bis 1945 Zoologie an der George Washington University. Von dieser wurde ihm 1937 zusätzlich ein Ehrendoktortitel verliehen. 1946 ließ sich Bartsch emeritieren.

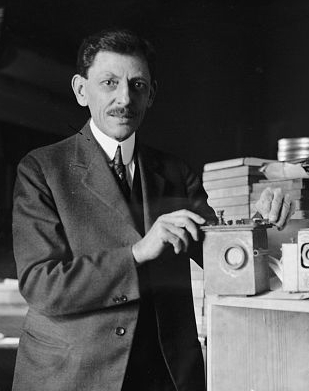
Bartsch mit Unterwasserkamera (1926)

Parallel dazu betreute er von 1914 bis 1946 die Abteilung für Weichtiere an dem National Museum of Natural History als Kurator. Er nahm 1916 als Abgeordneter der Smithsonian Institution an dem zweiten Panamerikanischen Wissenschaftskongress in Washington, D.C. und 1920 als Abgeordneter an dem ersten Panpazifischen Wissenschaftskongress in Honolulu, Hawaii, teil. 1920 stellte er dem Chemical Warfare Service der United States Army einen Giftgasdetektor zur Verfügung. Bartsch leitete 1933 die Johnson-Smithsonian-Tiefsee-Expedition nach Puerto Rico und 1937 die Smithsonian-Roebling-Forschungsexpedition. Er war der erste Wissenschaftler nach John James Audubon, der sich mit der Vogelberingung befasste.
Er war ein Fellow der American Association for the Advancement of Science und Mitglied der Washington Academy of Sciences, der Biological Society of Washington, der American Ornithologists’ Union, der American Association of Anatomists, der American Society of Zoologists, der American Genetic Association, der Malacologists Association of Great Britain and Ireland, American Malacological Society und von Sigma Xi. 1913 wurde er in den Washington Biologists’ Field Club aufgenommen und 1949 zum Ehrenmitglied ernannt.
Nach seinem altersbedingten Rückzug ins Privatleben widmete sich Bartsch seiner Sammlung einheimischer Pflanzen auf seinem Anwesen bei Pohick, Virginia. Nach seinem Tod wurde er in Washington, D.C. beerdigt.

## Veröffentlichungen (Auszug)
- Paul Bartsch: Experiments in the Breeding of Cerions, Carnegie Institution of Washington, 1920
- John Treadwell Nichols, Paul Bartsch: Fishes and Shells of the Pacific World, The Macmillan Company, 1945